# Doni Arifi
Doni Arifi (Riihimäki, 11 aprile 2002) è un calciatore finlandese, centrocampista del KuPS.

## Carriera

### Club
Cresciuto nel settore giovanile dell'Honka, ha debuttato in prima squadra il 6 marzo 2018 nell'incontro di Coppa di Finlandia vinto 6-0 contro lo Gnistan/M35. Nel 2023 ha firmato con l'Ilves, dove ha trascorso cinque stagioni nelle quali ha disputato 118 incontri e realizzato 3 reti nella prima divisione finlandese, vincendo anche la Coppa di Finlandia nel 2023.
Rimasto svincolato a fine 2024, il 31 gennaio 2025 ha firmato un contratto con il KuPS.

### Nazionale
Ha giocato con le nazionali giovanili finlandesi Under-17, Under-18 ed Under-20. Nel 2023 ha risposto alla convocazione del Kosovo Under-21, la nazione d'origine dei suoi genitori, ma l'anno successivo è tornato sui suoi passi giocando con l'Under-21 della Finlandia.

## Statistiche

### Presenze e reti nei club
Statistiche aggiornate al 7 giugno 2025.
| Stagione          | Squadra           | Campionato        | Campionato | Campionato | Coppe nazionali | Coppe nazionali | Coppe nazionali | Coppe continentali | Coppe continentali | Coppe continentali | Altre coppe | Altre coppe | Altre coppe | Totale | Totale | Totale |
| Stagione          | Squadra           | Comp              | Pres       | Reti       | Comp            | Pres            | Reti            | Comp               | Pres               | Reti               | Comp        | Pres        | Reti        | Pres   | Reti   |        |
| ----------------- | ----------------- | ----------------- | ---------- | ---------- | --------------- | --------------- | --------------- | ------------------ | ------------------ | ------------------ | ----------- | ----------- | ----------- | ------ | ------ | ------ |
| 2018              | Pallohonka        | K                 | 14         | 0          | -               | -               | -               | -                  | -                  | -                  | -           | -           | -           | 14     | 0      |        |
| 2019              | Pallohonka        | K                 | 16         | 0          | -               | -               | -               | -                  | -                  | -                  | -           | -           | -           | 16     | 0      |        |
| 2020              | Pallohonka        | K                 | 2          | 1          | -               | -               | -               | -                  | -                  | -                  | -           | -           | -           | 2      | 1      |        |
| Totale Pallohonka | Totale Pallohonka | Totale Pallohonka | 32         | 1          |                 | -               | -               |                    | -                  | -                  |             | -           | -           | 32     | 1      |        |
| 2018              | Honka             | VL                | 0          | 0          | CF              | 1               | 0               | -                  | -                  | -                  | -           | -           | -           | 1      | 0      |        |
| 2019              | Honka             | VL                | 0          | 0          | CF              | 4               | 0               | -                  | -                  | -                  | -           | -           | -           | 4      | 0      |        |
| Totale Honka      | Totale Honka      | Totale Honka      | 0          | 0          |                 | 5               | 0               |                    | -                  | -                  |             | -           | -           | 5      | 0      |        |
| 2020              | Ilves/2           | K                 | 1          | 0          | -               | -               | -               | -                  | -                  | -                  | -           | -           | -           | 1      | 0      |        |
| 2020              | Ilves             | VL                | 9          | 0          | CF              | 0               | 0               | UEL                | 1                  | 0                  | -           | -           | -           | 10     | 0      |        |
| 2021              | Ilves             | VL                | 23         | 0          | CF+CdL          | 3+0             | 0               | -                  | -                  | -                  | -           | -           | -           | 26     | 0      |        |
| 2022              | Ilves             | VL                | 26         | 0          | CF+CdL          | 2+4             | 0               | -                  | -                  | -                  | -           | -           | -           | 32     | 0      |        |
| 2023              | Ilves             | VL                | 8          | 0          | CF+CdL          | 4+5             | 0               | -                  | -                  | -                  | -           | -           | -           | 17     | 0      |        |
| 2024              | Ilves             | VL                | 23         | 3          | CF+CdL          | 1+6             | 0               | UECL               | 4                  | 0                  | -           | -           | -           | 34     | 3      |        |
| Totale Ilves      | Totale Ilves      | Totale Ilves      | 89         | 3          |                 | 25              | 0               |                    | 4                  | 0                  |             | -           | -           | 118    | 3      |        |
| 2025              | KuPS              | VL                | 10         | 0          | CF+CdL          | 0+4             | 0               | -                  | -                  | -                  | -           | -           | -           | 14     | 0      |        |
| Totale carriera   | Totale carriera   | Totale carriera   | 132        | 4          |                 | 34              | 0               |                    | 5                  | 0                  |             | -           | -           | 171    | 4      |        |

## Palmarès

### Club

#### Competizioni nazionali
- Suomen Cup: 1

Ilves: 2023